# Too Many Reasons
Too Many Reasons es el séptimo y último álbum de estudio de la banda estadounidense de rock Player, publicado en 2013. Salió a la venta el 22 de febrero con el nuevo sello discográfico Frontiers Records en el Reino Unido y en Estados Unidos el 26.

## Resumen
Después de 17 años, vuelven a los estudios manteniédose solamente Peter Beckett (voz, guitarra) y Ronn Moss (bajo, voz) de los miembros fundadores, acompañándolos nuevos integrantes como Rob Math en guitarra líder, JC Love en teclados y Craig Pilo en batería. Too Many Reasons es un disco que contiene canciones reeditadas de los años 1970 y 1990.
Temas como "You're My Addiction" con un toque beat o "Too The Extreme" recuerdan perfectamente a las primeras épocas, mientras que canciones como la apertura "Man On Fire" o "Life In Color", suenan más actuales.
Estamos en presencia de una banda sumamente de culto para los seguidores del estilo, como Dakota o Sweet Comfort Band, que lejos estuvieron de alcanzar a Toto, Chicago o a Journey, tanto en lo musical como en lo comercial.
Como guiño al pasado nuevamente regrabaron su mega hit "Baby Come Back" (por segunda vez),  para darle cierre al disco, que respeta a raja tabla los parámetros del estilo, sin salirse del libreto, con lo bueno y malo que puede acarrear esto.

## Lista de canciones
| Lado uno |                       |          |  |
| N.º      | Título                | Duración |  |
| 1.       | «Man On Fire»         | 3:29     |  |
| 2.       | «Precious»            | 4:24     |  |
| 3.       | «I Will»              | 3:28     |  |
| 4.       | «Tell Me»             | 4:19     |  |
| 5.       | «Sins Of Yesterday»   | 5:28     |  |
| 6.       | «You're My Addiction» | 4:12     |  |
| 7.       | «Too Many Reasons»    | 4:06     |  |

| Lado dos |                     |          |  |
| N.º      | Título              | Duración |  |
| 8.       | «To The Extreme»    | 3:24     |  |
| 9.       | «The Words You Say» | 5:05     |  |
| 10.      | «Life In Color»     | 4:16     |  |
| 11.      | «Part Of Me»        | 5:06     |  |
| 12.      | «Kites»             | 5:21     |  |
| 13.      | «Nothing Like You»  | 3:47     |  |
| 14.      | «Baby Come Back»    | 4:02     |  |

- Nota: Una canción que no se incluye en la versión americana es "Walk That Walk", que fue lanzada como un bonus track únicamente en Japón[2]

## Personal
Músicos
- Guitarras: Peter Beckett, Rob Math, Michael Hakes
- Bajos: Ronn Moss, Michael Parnell
- Teclados: Peter Beckett, Michael Parnell
- Baterías: Michael Parnell, Steve Plunkett.
- Voces: Peter Beckett y Ronn Moss